# شاتو-گیرد
شاتو-گیرد (به فرانسوی: Château Gaillard) یک قلعه در فرانسه است که در Les Andelys واقع شده‌است.